# Astrodon
Genre
Espèce
Astrodon était un genre de sauropode du Crétacé inférieur qui vivait il y a environ 135 Ma. Son nom signifie « à la dent en étoile ».

## Description
- Taille: 15 à 18 m de long, 9 m de haut
- Habitat: amérique du nord
- Régime alimentaire: Herbivore

## Découverte
Le premier spécimen fut découvert au Maryland en 1850, un autre au Texas. Le nom Astrodon fut créé par Johnston en 1859, sans toutefois lui attribuer une espèce; ce fut Leidy qui lui en donna une, A. johnstoni. Astrodon est en général considéré comme un Brachiosauridae; néanmoins certains le voient comme un synonyme de Pleurocoelus, ou encore comme un nomen dubium (depuis Upchurch et al, 2004).
Le spécimen d'Astrodonius, découvert en 1961 et décrit par O.Kuhn (USA), a été mis en synonymie du genre Astrodon par Steel en 1970.

## Les différentes espèces
- Astrodon johnstoni (Leidy, 1865)
- Astrodon pusillus (Lapparent & Zbyszewski, 1957) - Synonyme de Dacentrurus.

## Inventaire des fossiles retrouvés
- L'holotype (YPM798) consiste en deux dents; depuis, de nombreux autres ossements, correspondant à toutes les parties du corps ont été récoltés.

## Publications
- J. Leidy. 1865. Cretaceous reptiles of the United States. Smithsonian Contributions to Knowledge 192:1-135
- Carpenter, K. and Tidwell, V. (2005) Reassessment of the Early Cretaceous sauropod Astrodon johnsoni Leidy 1865 (Titanosauriformes). pg. 78-114 in Tidwell & Carpenter (eds.) Thunder Lizards: the Saurorpodomorph Dinosaurs

## Sources
- « Description du dinosaure Astrodon », sur PaleoWiki